# 宮前駅 (長野県)
宮前駅（みやまええき）は、かつて長野県小県郡塩田町（現在の上田市下之郷）にあった上田丸子電鉄西丸子線の駅（廃駅）である。

## 駅構造
下之郷駅と石神駅の間は現在の長野県道82号別所丸子線に沿って走っていたが、当駅は下之郷駅から出てまもなくの所に設置されていた。
駅は待合室とホーム1面があるだけの無人駅であった。

## 年表
- 1938年（昭和13年）2月10日：上田温泉電軌依田窪線の駅として下之郷 - 石神間に開業。
- 1939年（昭和14年）8月30日：社名および路線名変更に伴い上田電鉄西丸子線の駅となる。
- 1943年（昭和18年）10月21日：会社合併により上田丸子電鉄の駅となる。
- 1961年（昭和36年）6月29日：同月25日の梅雨前線豪雨被害により休止となる。
- 1963年（昭和38年）11月1日：西丸子線の廃線に伴い廃駅となる。

## 廃止後の状況
路線の廃止後はバスが運行されていたが、後にバス路線も廃止された。現在の駅跡地は道路となっており、駅の痕跡は全く見られない。

## 隣の駅
上田丸子電鉄
西丸子線
下之郷駅 - 宮前駅 - 石神駅